# Перизвил (Охајо)
Перизвил (енгл. Perrysville) град је у америчкој савезној држави Охајо.

## Демографија
По попису из 2010. године број становника је 735, што је 81 (-9,9%) становника мање него 2000. године.
| Група             | 2000.       | 2010.       |
| Белци             | 803 (98,4%) | 712 (96,9%) |
| Афроамериканци    | 4 (0,5%)    | 2 (0,3%)    |
| Азијати           | 0 (0,0%)    | 3 (0,4%)    |
| Хиспаноамериканци | 3 (0,4%)    | 11 (1,5%)   |
| Укупно            | 816         | 735         |